# Pettendorf (Neunburg vorm Wald)

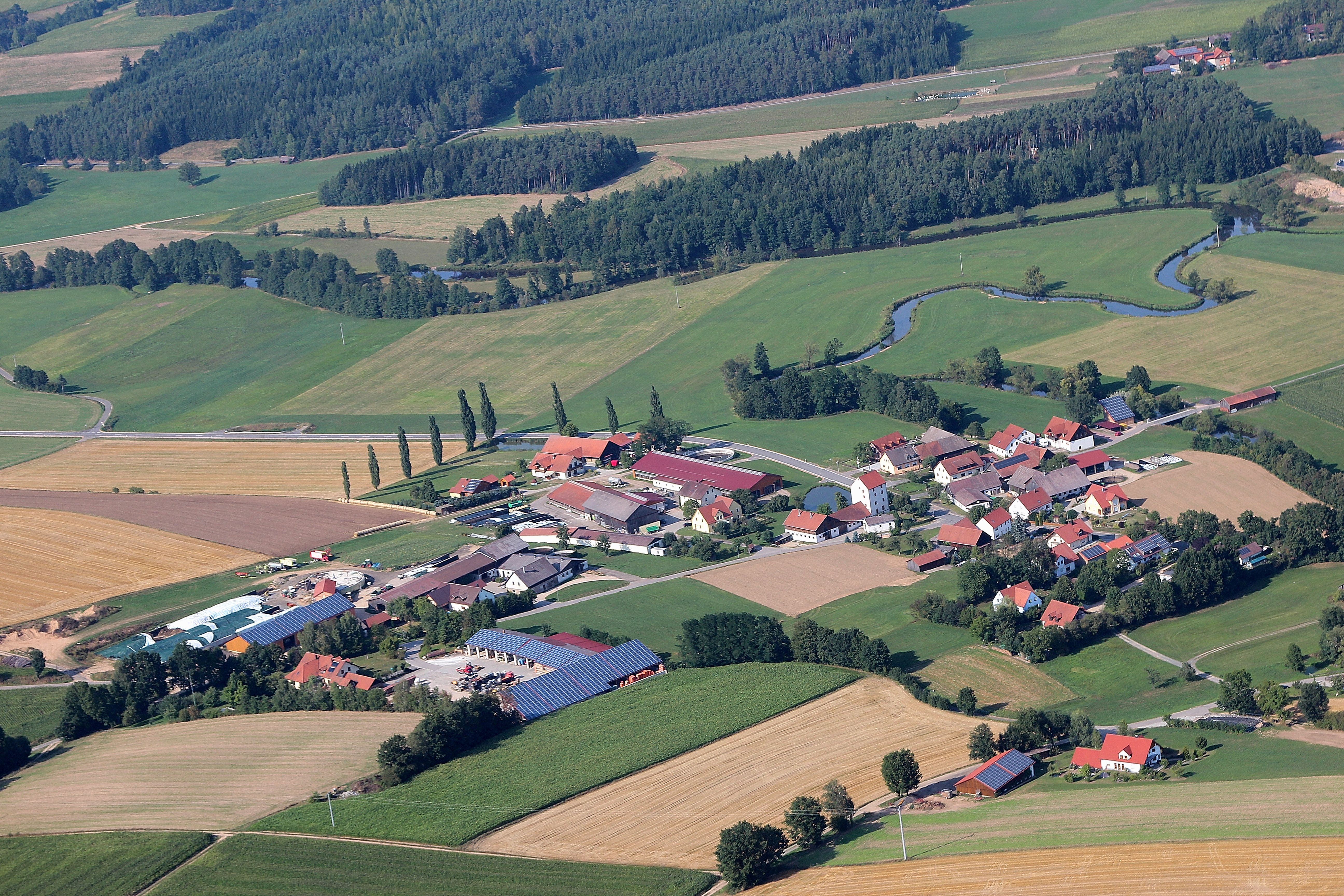
Pettendorf (2013)

Pettendorf ist ein Ortsteil der Stadt  Neunburg vorm Wald im Landkreis Schwandorf in Bayern.

## Geographie
Pettendorf liegt circa zwei Kilometer nordwestlich von Neunburg vorm Wald am Ufer der Schwarzach.

## Geschichte
1273 wurde Pettendorf mit dem Namen „Pennedorf“ erstmals urkundlich erwähnt. 1326 wird der Ort „Penndorf“ genannt.
Dies deutet auf eine Dorfsiedlung eines Penno oder Benno hin. Das Geschlecht der Pettendorfer, deren spätgotisches Schlösschen, das Schloss Pettendorf noch erhalten ist, besaß Pettendorf bis ins 15. Jahrhundert. Sein Wappen zeigte einen schwarzen Ring in weißem Feld, während die fränkischen Pettendorfer einen Silberring im roten Wappenschild führten.
Seifried von Pettendorf wurde schon 1150 genannt, als er ein Gut in Swandte dem Kloster Ensdorf übergab. Aus der Familie der Pettendorfer stammte Abt Ulrich des Benediktinerklosters St. Emmeram in Regensburg.
Pettendorf gehörte 1495 zum Besitz des Rupert Uttinger, Kastner zu Cham. Dieser hatte einen Sohn Wolf, der 1520 in Pettendorf lebte. Lorenz von Plassenberg zu Gilgenberg war 1540 Besitzer von Pettendorf. Nach seinem Tod heiratete seine Witwe Margareth David Kastner, der durch die Heirat Besitzer von Pettendorf wurde. Als auch dieser starb, gelangte dessen Bruder Hans Wilhelm durch Heirat der Margareth in den Besitz von Pettendorf. 1592 verbrannte Margareth im Schloss zu Schnaittenbach.
Hans Jakob Lindlhart, Richter zu Winklarn, kaufte 1597 Pettendorf. Er wurde 1617 Richter in Cham, musste aber 1630 das Land aus religiösen Gründen verlassen. Hans Ulrich besaß 1652 Pettendorf. Als er ohne Kinder starb, fiel Pettendorf dem bayerischen Kurfürsten zu.
Die nächsten Besitzer von Pettendorf waren 1661 Hans Christoph von Grafenreuth, 1664 Lochner von Palnitz, 1679 Christoph Jobst Bernhard von Satzenhofen zu Wilbersdorf, Pfleger zu Nabburg, 1687 dessen Sohn Johann Friedrich und nach 1704 dessen Sohn Franz Siegmund, der Deutschordensritter war. 1717 bis 1782 gehörte Pettendorf dem Geschlecht des Hans Georg von Zehmann.
Es folgten als Besitzer von Pettendorf 1784 Johann Georg von Mosburg auf Schwarzeneck, 1798 Wenzl Schedl von Greifenstein und als letzte die Freiherren von Ott.
Am 23. März 1913 war Pettendorf Teil der Pfarrei Schwarzhofen, bestand aus acht Häusern und zählte 62 Einwohner.
1922 wurde Pettendorf von Schwarzhofen nach Neunburg vorm Wald umgepfarrt. 
Am 31. Dezember 1990 hatte Pettendorf 82 Einwohner und gehörte zur Pfarrei Neunburg vorm Wald.

## Kultur und Sehenswürdigkeiten

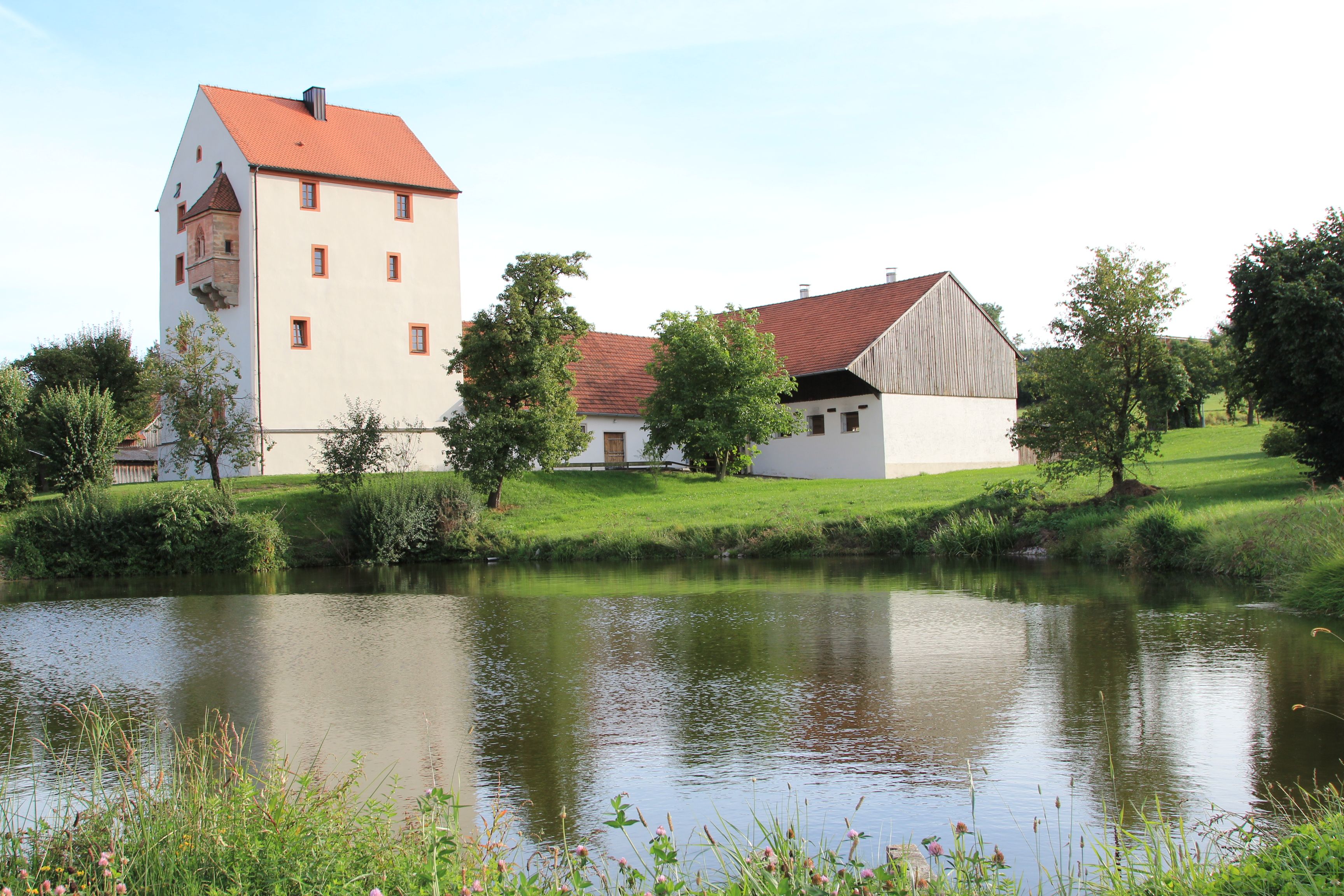
Schloss Pettendorf (2013)

### Schloss Pettendorf
In Pettendorf befindet sich der Stammsitz der Herren von Pettendorf, ein spätgotisches Turmschlösschen.
Ursprünglich war es von einer Ringmauer und einem Wassergraben umgeben. Die Ringmauer wurde 1850 abgebrochen.
Nach einem Brand im Jahre 1892 wurde der Dachstuhl erneuert. In den 1960er-Jahren wurde das Schloss restauriert. Es hat an der Ostseite einen auf drei Konsolen ruhenden gotischen Erker mit Kreuzrippengewölbe und Maßwerkfenster.
Siehe auch: Liste der Baudenkmäler in Neunburg vorm Wald, Abschnitt Pettendorf